# Lirceus
Lirceus é um género de crustáceo da família Asellidae.
Este género contém as seguintes espécies:
- Lirceus (Hargerellus) bisetus Lewis & Lewis in Lewis, Lewis, Orndorff, Orndorff, Malard, Konecny-Dupré, Saclier & Douady, 2023
- Lirceus (Hargerellus) burnsi Lewis & Lewis in Lewis, Lewis, Orndorff, Orndorff, Malard, Konecny-Dupré, Saclier & Douady, 2023
- Lirceus (Hargerellus) cedrus Lewis & Lewis in Lewis, Lewis, Orndorff, Orndorff, Malard, Konecny-Dupré, Saclier & Douady, 2023
- Lirceus (Hargerellus) clinchensis Lewis & Lewis in Lewis, Lewis, Orndorff, Orndorff, Malard, Konecny-Dupré, Saclier & Douady, 2023
- Lirceus (Hargerellus) fonticulus Lewis & Lewis in Lewis, Lewis, Orndorff, Orndorff, Malard, Konecny-Dupré, Saclier & Douady, 2023
- Lirceus (Hargerellus) holsingeri Lewis & Lewis in Lewis, Lewis, Orndorff, Orndorff, Malard, Konecny-Dupré, Saclier & Douady, 2023
- Lirceus (Hargerellus) katarinae Lewis & Lewis in Lewis, Lewis, Orndorff, Orndorff, Malard, Konecny-Dupré, Saclier & Douady, 2023
- Lirceus (Hargerellus) littonensis Lewis & Lewis in Lewis, Lewis, Orndorff, Orndorff, Malard, Konecny-Dupré, Saclier & Douady, 2023
- Lirceus (Hargerellus) malabadi Lewis & Lewis in Lewis, Lewis, Orndorff, Orndorff, Malard, Konecny-Dupré, Saclier & Douady, 2023
- Lirceus (Hargerellus) orndorffi Lewis & Lewis in Lewis, Lewis, Orndorff, Orndorff, Malard, Konecny-Dupré, Saclier & Douady, 2023
- Lirceus (Hargerellus) pecki Lewis & Lewis in Lewis, Lewis, Orndorff, Orndorff, Malard, Konecny-Dupré, Saclier & Douady, 2023
- Lirceus (Hargerellus) powellensis Lewis & Lewis in Lewis, Lewis, Orndorff, Orndorff, Malard, Konecny-Dupré, Saclier & Douady, 2023
- Lirceus (Hargerellus) stygophilus Lewis & Lewis in Lewis, Lewis, Orndorff, Orndorff, Malard, Konecny-Dupré, Saclier & Douady, 2023
- Lirceus (Hargerellus) zenahae Lewis & Lewis in Lewis, Lewis, Orndorff, Orndorff, Malard, Konecny-Dupré, Saclier & Douady, 2023
- Lirceus (Hargerellus) zigleri Lewis & Lewis in Lewis, Lewis, Orndorff, Orndorff, Malard, Konecny-Dupré, Saclier & Douady, 2023
- Lirceus alabamae Hubricht & Mackin, 1949
- Lirceus bicuspidatus Hubricht & Mackin, 1949
- Lirceus bidentatus Hubricht & Mackin, 1949
- Lirceus brachyurus (Harger, 1876)
- Lirceus culveri Estes & Holsinger, 1976
- Lirceus fontinalis Rafinesque, 1820
- Lirceus garmani Hubricht & Mackin, 1949
- Lirceus hargeri Hubricht & Mackin, 1949
- Lirceus hoppinae (Faxon, 1889)
- Lirceus lineatus (Say, 1818)
- Lirceus louisianae (Mackin & Hubricht, 1938)
- Lirceus megapodus Hubricht & Mackin, 1949
- Lirceus richardsonae Hubricht & Mackin, 1949
- Lirceus robisoni Lewis & Lewis, 2023
- Lirceus slayorum Lewis & Lewis, 2023
- Lirceus trilobus Hubricht & Mackin, 1949
- Lirceus usdagalun Holsinger & Bowman, 1973